# 滇藏紫麻
滇藏紫麻（学名：Oreocnide frutescens sp. occidentalis）为荨麻科紫麻属下的一个亚种。

## 扩展阅读
- 維基物種上的相關：滇藏紫麻